# Otto Malmberg
Otto Fredrik Malmberg, född 4 november 1883 i Stockholm, död 26 februari 1971 på Höstsol i Täby, var en svensk skådespelare.
Malmberg scendebuterade 1908. Han var från 1909 gift med skådespelaren Hildur Lundberg till hennes död 1943. Paret ligger begravt på Norra begravningsplatsen i Stockholm.

## Filmografi (urval)
- 1915 – Madame de Thèbes
- 1919 – Dunungen
- 1923 – Andersson, Pettersson och Lundström
- 1924 – När millionerna rulla
- 1926 – Fänrik Ståls sägner-del I
- 1927 – Spökbaronen
- 1929 – Säg det i toner
- 1930 – Ulla, min Ulla
- 1935 – Grabbarna i 57:an
- 1936 – På Solsidan
- 1937 – En flicka kommer till sta'n
- 1937 – Familjen Andersson
- 1937 – Ryska snuvan
- 1937 – Kadettkamrater
- 1938 – Karriär
- 1938 – Blixt och dunder
- 1939 – Kadettkamrater
- 1945 – Rattens musketörer
- 1946 – Hotell Kåkbrinken
- 1954 – Taxi 13
- 1963 – Protest

## Teater

### Roller
| År   | Roll                          | Produktion                                                        | Regi               | Teater                        |
| ---- | ----------------------------- | ----------------------------------------------------------------- | ------------------ | ----------------------------- |
| 1916 | Kammarherre von Breitenberg   | Gamla Heidelberg (Alt-Heidelberg) Wilhelm Meyer-Förster           |                    | Svenska teatern, Stockholm    |
| 1923 | Froman                        | Sten Stensson Stéen från Eslöf John Wigforss                      | Elis Ellis         | Blancheteatern                |
| 1924 | Värden                        | Portiern på Maxim Yves Mirande, Gustave Quinson och Henri Geroule | Ernst Eklund       | Blancheteatern                |
| 1924 | Hovmästaren                   | Fördraget i Auteuil Louis Verneuil                                | Einar Fröberg      | Blancheteatern                |
| 1925 | Värden                        | Portiern på Maxim Yves Mirande, Gustave Quinson och Henri Geroule | Ernst Eklund       | Blancheteatern                |
| 1926 |                               | Kassabrist Vilhelm Moberg                                         | Erik Berglund      | Blancheteatern                |
| 1928 |                               | Domprosten Bomander Mikael Lybeck                                 | Harry Roeck-Hansen | Blancheteatern                |
| 1928 | Arbetare Poliskonstapel       | Hoppla, vi lever! Ernst Toller                                    | Per Lindberg       | Dramaten                      |
| 1928 | Plaisted                      | Mary Dugans process Bayard Veiller                                | Harry Roeck-Hansen | Blancheteatern                |
| 1929 | Fred Cullen                   | Vid 37de gatan Elmer Rice                                         | Svend Gade         | Oscarsteatern                 |
| 1930 | Kesselberg En polis           | Pengar på gatan Rudolf Bernauer och Rudolf Oesterreicher          | Harry Roeck-Hansen | Blancheteatern                |
| 1931 | Trädgårdsmästaren Wilhlemsson | Dunungen Selma Lagerlöf                                           | Gustaf Linden      | Skansens friluftsteater       |
| 1933 |                               | Den store hädangångne René Fauchois                               | Helge Wahlgren     | Skådebanan                    |
| 1934 | Iversen                       | Treklang Helge Krog                                               | Per Lindberg       | Blancheteatern                |
| 1934 |                               | Pettersson – Sverge Oscar Rydqvist                                | Sigurd Wallén      | Vanadislundens friluftsteater |
| 1935 | Ernest Downham                | Processen Bennet Edward Wooll                                     | Harry Roeck-Hansen | Blancheteatern                |
| 1936 |                               | En dotter av Kina Hsiung Shih-i                                   | Johan Falck        | Blancheteatern                |
| 1937 | Major Blent                   | Kunglighet Robert E. Sherwood                                     | Harry Roeck-Hansen | Blancheteatern                |
| 1937 | Thomsen                       | Hans första premiär Svend Rindom                                  | Harry Roeck-Hansen | Blancheteatern                |
| 1937 |                               | Peter den store Paul Sarauw                                       | Paul Sarauw        | Södra Teatern                 |
| 1939 | Kammartjänaren                | Nederlaget Nordahl Grieg                                          | Svend Gade         | Dramaten                      |
| 1940 | Pedanten                      | Så tuktas en argbigga William Shakespeare                         | Sandro Malmquist   | Oscarsteatern/ Turné          |
| 1945 | James Sears                   | Det blåser en vind Lillian Hellman                                | Harry Roeck-Hansen | Blancheteatern                |
| 1950 | Ruts far                      | Simon trollkarlen Tore Zetterholm                                 | Ingrid Luterkort   | Helsingborgs stadsteater      |
| 1954 |                               | Söderkåkar Gideon Wahlberg                                        | Gösta Jonsson      | Vanadislundens friluftsteater |
| 1955 |                               | Judas (Un nommé Judas) Claude-André Puget och Pierre Bost         | Lars Barringer     | Upsala-Gävle stadsteater      |
| 1958 |                               | Si jägarens öga Hans Hergin                                       | Lars Barringer     | Upsala-Gävle stadsteater      |
| 1959 |                               | Femton snören guld Zhu Sucheng                                    | Ellen Bergman      | Uppsala-Gävle Stadsteater     |

### Regi
| År   | Produktion        | Upphovsmän                | Teater      |
| ---- | ----------------- | ------------------------- | ----------- |
| 1919 | Mannen utan minne | B. Decker och Robert Pohl | Folkteatern |

## Radioteater

### Roller
| År   | Roll      | Produktion                                        | Regi        |
| ---- | --------- | ------------------------------------------------- | ----------- |
| 1951 | En köpare | Hillman & Son: Mord på löpande band Folke Mellvig | Lars Madsén |